# Théodore Roos
Pour les articles homonymes, voir Roos.

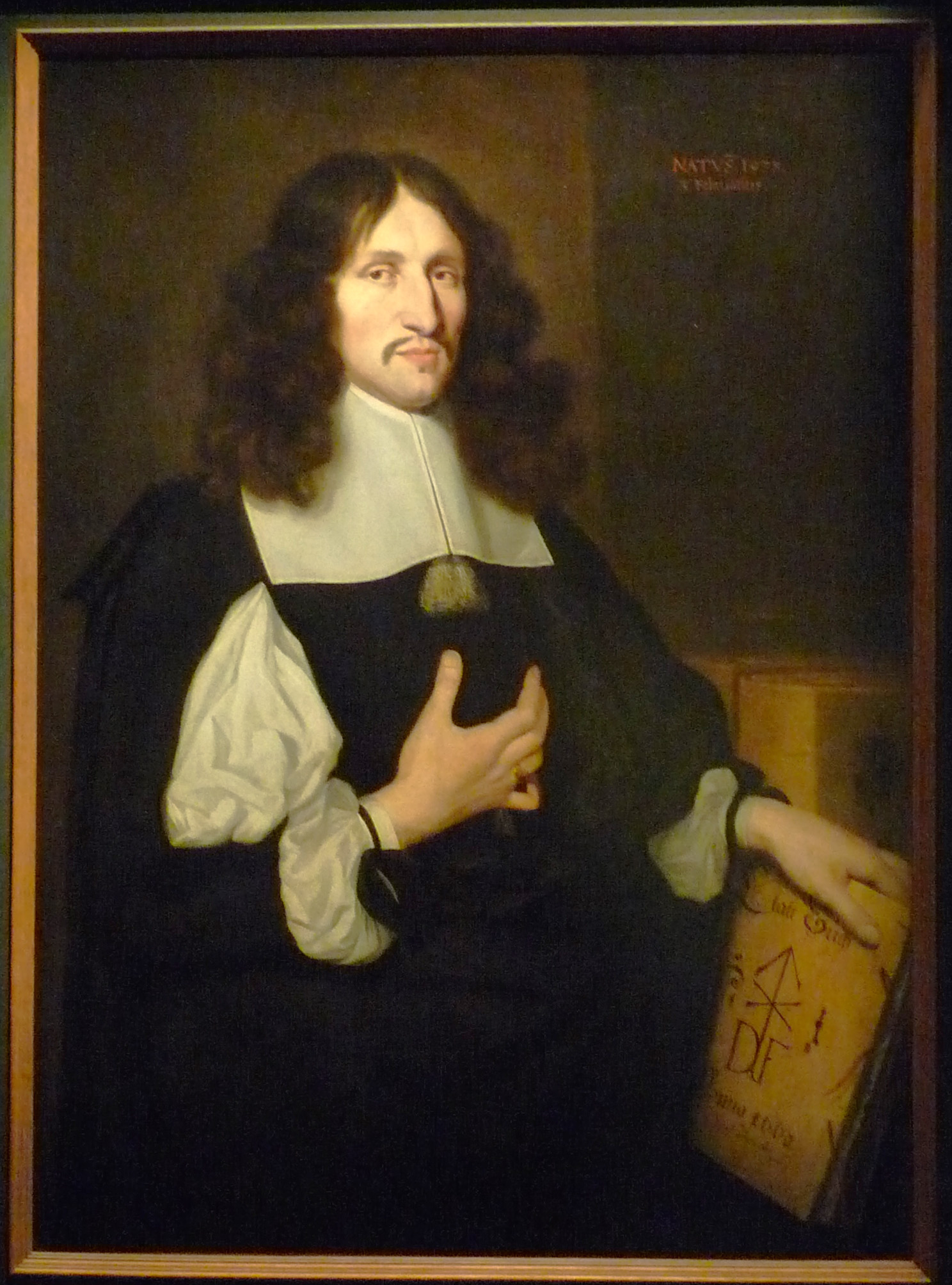
Portrait de Johann Jacob Fried (1667), Musée historique de Strasbourg

Théodore Roos, né à Wesel en septembre 1638 et mort en 1698, est un peintre allemand. Il est le frère cadet de Johann Heinrich Roos (1631–1685), également peintre.

## Biographie
Théodore Roos est l'un des élèves d'Adrien de Bie. Il séjourne notamment à Mannheim, Strasbourg et Stuttgart et peint des scènes historiques, des portraits, des paysages et des animaux.
Deux ans après, il retourne chez son père, où il rencontre son frère qui avait de la réputation. Il profite de ses avis et ils travaillent ensemble. Quelques portraits de leurs mains sont portés à l'attention de la Cour de Hesse et Hesse-Cassel, et y font fortune. Le Landgrave presse alors les frères Roos à se rendre auprès de lui. À la cour, ils sont employés à de grands ouvrages, et peignent un grand nombre de portraits pendant les trois années qu'ils y demeurèrent.
Théodore est de nouveau à Mannheim, lorsqu'il voit son frère en 1657 parvenu à un établissement avantageux. Il veut par conséquent tenter de voler de ses propres ailes, et il y réussit. Il fait ses débuts à la Cour par la réalisation d'un grand tableau, où il représente les officiers en chef de trois régiments de la milice bourgeoise. L'œuvre est encore exposé aujourd'hui dans la Salle du Conseil. L'Électeur palatin trouve ces portraits si ressemblants, qu'il comble d'éloges l'artiste ; il lui fait donner des présents et le choisit pour peintre le Duc d'Orléans et la Princesse Palatine, qui venaient d'être mariés. Pour cette importante commande, Roos se surpasse, il est largement récompensé et gratifié d'une chaîne et d'une médaille d'or qui porte l'empreinte du Duc et la Duchesse d'Orléans.
Les Cours de Birkenfeld (de), de Bade, de Hanau et de Nassau chargent ensuite l'artiste de plusieurs ouvrages d'envergure ; le Duc de Wurtemberg lui commande aussi huit grands tableaux, dont tous les sujets sont inspirés de l'histoire. Ces beaux ouvrages lui valent le titre de Premier Peintre de chaque cour.
Cette nation, qui n'a jamais fait la guerre aux arts, donne des marques sensibles de son estime à Théodore Roos ; on le traite avec distinction, il a des Sauve-gardes, et il est exempt de logement de Gens de guerre, et de toute autre contribution. Les plus grands seigneurs le visitent ; il peint le portrait de plusieurs d'entre eux. Ceux qui n'ont pas au moins l'un de ses ouvrages, s'empressent d'en obtenir. Par son talent exceptionnel, il acquiert ainsi une grande fortune et la réputation flatteuse d'un artiste célèbre : on ignore avec certitude le lieu et l'année de sa mort, bien qu'on perde sa trace à Strasbourg après 1698.
Ce peintre exécute ses tableaux en ayant recours à un geste large et une manière à la fois élégante et pleine d'aisance. Sa palette des couleurs est vigoureuse. S'il avait vécu quelque temps à Rome, il aurait peut-être surpassé les grands artistes de son siècle ; mais il n'était pas aussi bon dessinateur que grand coloriste : on en peut attribuer la cause au peu de temps qu'il employait au dessin. Il n'est que trop ordinaire aux jeunes artistes, et surtout ceux qui ont du génie, de s'impatienter. Éblouis par l'éclat de la peinture, l'étude pénible du dessin leur paraît minutieuse et ennuyeuse. Chez Théodore Roos, les compositions sont pleines de génie. Fort estimé en Allemagne, où sont exposés aujourd'hui presque tous ses tableaux, il demeure renommé surtout pour ses portraits qu'il saisit et rend parfaitement ressemblants.